# Free (chanson de Stevie Wonder)
Pour les articles homonymes, voir Free.
Singles de Stevie Wonder
With Each Beat of My Heart
(1988) Keep Our Love Alive
(1990)
Free est une chanson de l'auteur-compositeur-interprète américain Stevie Wonder, enregistrée pour son album Characters en 1987. Sixième et dernier extrait de l'album à paraître en single en mai 1989, le single n'a connu qu'un succès limité et ne s'est pas classé au Billboard Hot 100.
En France, Free doit sa notoriété à son utilisation pour une publicité de la Banque populaire en 1993, ce qui lui permet de ressortir en single et restera cinq semaines dans le classement national des meilleurs ventes.

## Contexte
Stevie Wonder produit son album Characters en 1987. Free en est le sixième et dernier single de l'album, après Skeletons, You Will Know, Get It (en duo avec Michael Jackson), My Eyes Don't Cry et With Each Beat of My Heart.
Le single est coproduit par Wonder et Gary Olazabal, accompagné en face B de Happy Birthday, issu de son album précédent, Hotter Than July.

### Formats
Le single sort en 45 tours, Maxi 45 tours et CD Single.
| 1. | Free           | Stevie Wonder | 4:12 |
| 2. | Happy Birthday | Stevie Wonder | 5:57 |

| 1. | Free                       | Stevie Wonder | 4:12 |
| 2. | It's Wrong                 | Stevie Wonder | 6:51 |
| 3. | Happy Birthday (12" Remix) | Stevie Wonder | 8:20 |

### Crédits
- Stevie Wonder : piano, batterie, clavicorde, épinette
- Nathan Watts : Basse
- Brad Buxer : synthétiseur Moog
- Isaiah Sanders : synthétiseur (cuivres)
- Benjamin Bridges : guitare acoustique
- Dennis Davis : percussions
- Julian Bahula : percussions africaines[8]

## Classements
| Classement (1989)                             | Meilleure position |
| --------------------------------------------- | ------------------ |
| Belgique (Ultratop 50 Singles néerlandophone) | 26                 |
| Pays-Bas (Dutch Charts)                       | 20                 |
| Royaume-Uni (UK Singles Chart)                | 49                 |

| Classement (1994) | Meilleure position |
| ----------------- | ------------------ |
| France (SNEP)     | 36                 |

## Reprises
Informations issues de SecondHandSongs, sauf mention complémentaire.
- Triple & Touch (en), sur De 3 vise männen (1998)
- Dana International, sur Free (1999)
- Frank Colón (en), sur Latin Wonder (1999)
- Tessanne Chin, sur Dub Like an Antelope (2009)
- Camille (en), sur I Sing Stevie (2014)

### Adaptations en langue étrangères
| Année | Langue  | Titre                       | Adaptation    | Interprète(s)   |
| ----- | ------- | --------------------------- | ------------- | --------------- |
| 1996  | Swahili | Free - Sina Mali, Sina Deni | Khadja Nin    | Khadja Nin      |
| 2002  | Russe   | Дай мне свободу             | Andrey Morsin | Филипп Киркоров |

## Utilisation dans les médias
Sauf indication contraire, les informations mentionnées dans cette section peuvent être confirmées par la base de données cinématographiques IMDb,  présente dans la section « Liens externes ».

### Cinéma
- Aux yeux du monde, de Éric Rochant (1991)

### Télévision
- En 1993[14], Free est utilisé comme fond sonore pour une publicité de la Banque populaire[15]. Le morceau devient la trame sonore de la marque pendant plusieurs décennies, et est encore utilisé dans ses spots publicitaires en 2020[16].